# فیلیس کونستام
فیلیس کونستام (انگلیسی: Phyllis Konstam؛ ۱۴ آوریل ۱۹۰۷ – ۲۰ اوت ۱۹۷۶) یک هنرپیشه اهل بریتانیا بود. وی بین سال‌های ۱۹۲۸ تا ۱۹۶۴ میلادی فعالیت می‌کرد.
از فیلم‌ها یا برنامه‌های تلویزیونی که وی در آن نقش داشته است می‌توان به دوز و کلک، قتل! اشاره کرد.